# Strymon (thème)
Pour les articles homonymes, voir Strymon (homonymie).
Le thème de Strymon (en grec : θέμα Στρυμόνος) est un thème byzantin (une province civile et militaire) situé dans la région correspondant à l'actuelle Macédoine grecque. Il comprend la ville de Serrès qui est aussi sa capitale. Le thème est probablement fondé au milieu du IXe siècle. Son histoire administrative est mouvementée, le thème est parfois détaché ou uni avec les thèmes avoisinants.

## Localisation

Thèmes byzantins en Grèce vers l'an 900.

Le thème recouvre la région comprise entre le Strymon et la Mesta ainsi qu'entre les Rhodopes et la mer Égée. Cette région est d'une grande importance stratégique puisqu'elle contrôle les passes montagneuses reliant l'intérieur des Balkans, dominé par des populations slaves, et les plaines côtières de la Macédoine. De plus, il est traversé par la Via Egnatia, une importante route byzantine reliant la Thrace à Thessalonique, la deuxième ville la plus importante de l'empire. À partir de la fin du VIIe siècle, la région est principalement peuplée par les Slaves et ce jusqu'au XIe siècle au moins. Ses principales villes sont Serrès, Philippes, Christoupolis et Eion. Les premières années, le thème pourrait avoir aussi inclus les villes de Xanthi et de Mosynopolis à l'est du Strymon,.

## Histoire
Au VIIIe siècle, le Strymon est une kleisoura du thème de Macédoine,. La date à laquelle le Strymon devient un thème indépendant est inconnue mais cette évolution intervient probablement lors de la première partie du IXe siècle. Un passage d'un texte de Théophane le Confesseur de 809 pourrait induire que le thème existe dès cette date mais son stratège (son gouverneur) n'est pas inclus dans la liste des fonctions du Taktikon Uspensky de 842-843. Ce stratège apparaît pour la première fois dans le Kletorologion de 899, bien qu'une série de sceaux de la deuxième moitié du IXe siècle se réfère à un archonte et stratège du Strymon,. De surcroît, l'évêque de Serrès est élevé au rang d'archevêque à la même époque, ce qui peut être le symbole du nouveau statut de la ville devenue capitale du thème du Strymon. Plusieurs auteurs dont le byzantiniste Paul Lemerle soutiennent l'idée que le thème est créé à la fin des années 840, lors des campagnes contre les Slaves de Théoctiste le Logothète. Toutefois, Warren Treadgold réfute cette thèse et place la date de création du thème aux alentours de 896, avec pour objectif de s'opposer à la menace bulgare. Jean-Claude Cheynet confirme cette hypothèse en affirmant que le thème est créé pour contrôler les passes du Rhodope.
À la fin du Xe siècle, le thème est divisé en deux parties. Le thème du Strymon proprement dit est aussi appelé thème de Chryseba ou Chrysaba (selon Oikonomidès, c'est une forme hellénisée de Krushevo, correspondant à l'actuelle ville d'Achladochori), tandis que  le nouveau thème est appelé Nouveau Strymon (Νέος Στρυμών). Celui-ci n'est mentionné que dans le Taktikon de l'Escorial des années 970. Oikonomidès l'identifie soit à la région située à l'est de Nestos, soit à la région septentrionale située le long du haut Strymon. Cette région est probablement conquise par Jean Tzimiskès dans sa lutte contre les Bulgares en 971,. Vers la fin du Xe siècle, le thème du Strymon semble avoir été uni avec celui de Thessalonique ainsi qu'avec la province des Dragovites. Au XIe siècle, il fusionne avec le thème du Boléron.
Le thème continue d'exister jusqu'à la dissolution de l'Empire byzantin à la suite de la quatrième croisade de 1204. La région passe alors sous le contrôle de l'éphémère royaume de Thessalonique. À la suite de la conquête de la Macédoine par Jean III Doukas Vatatzès en 1246, le thème réapparaît sous la forme d'une province séparée. Dans les années 1340, les Byzantins perdent définitivement le contrôle de la région après la conquête serbe.